# Myrmoteras indicum
Myrmoteras indicum är en myrart som beskrevs av Mark W. Moffett 1985. Myrmoteras indicum ingår i släktet Myrmoteras och familjen myror. Inga underarter finns listade i Catalogue of Life.

## Bildgalleri

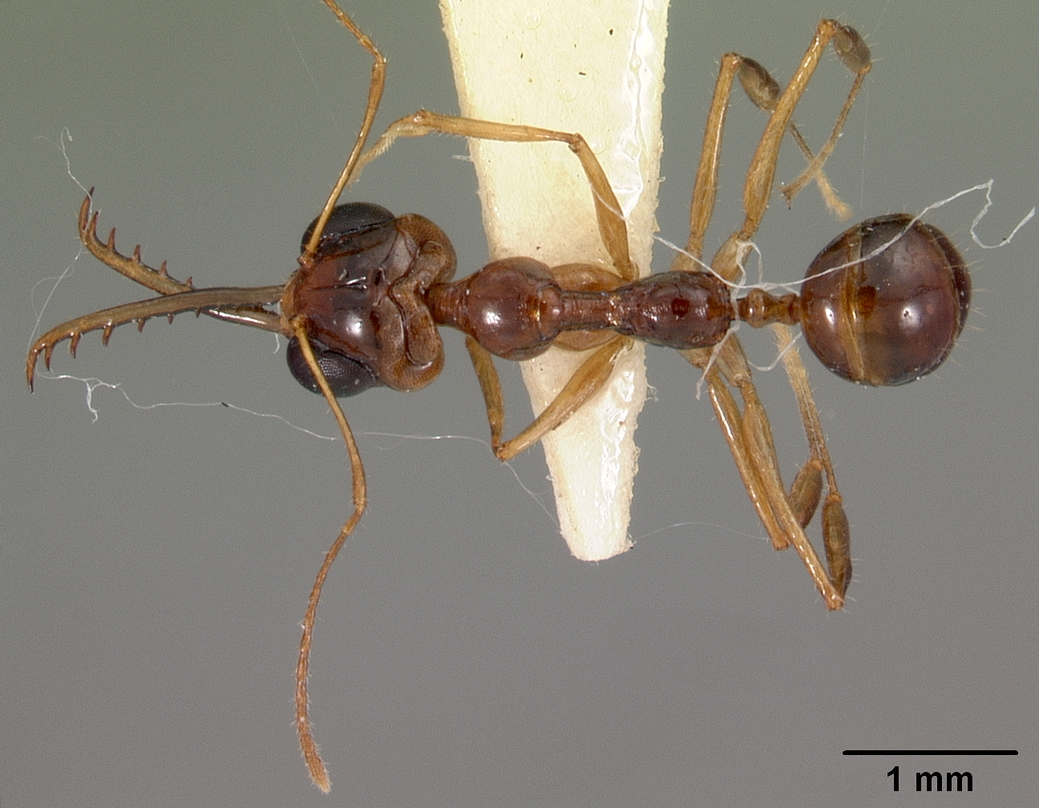
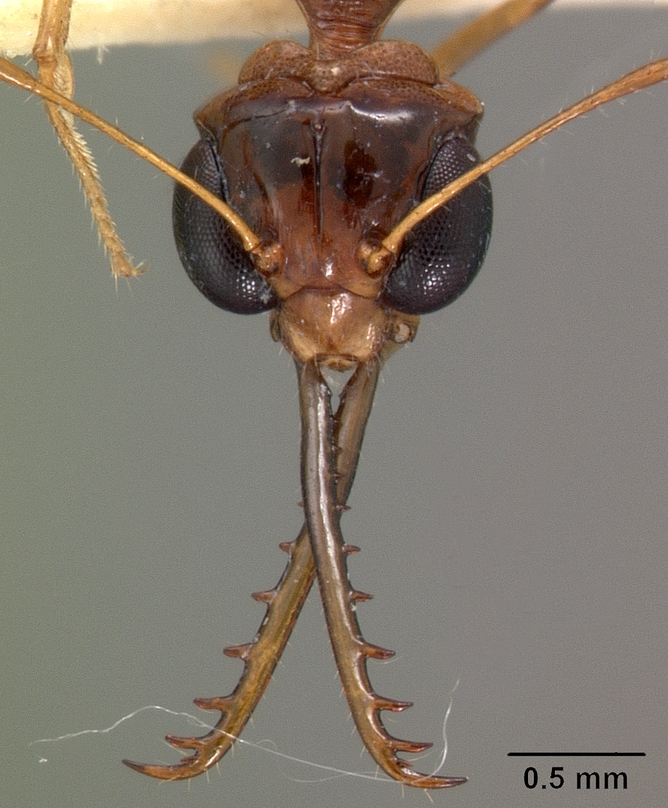
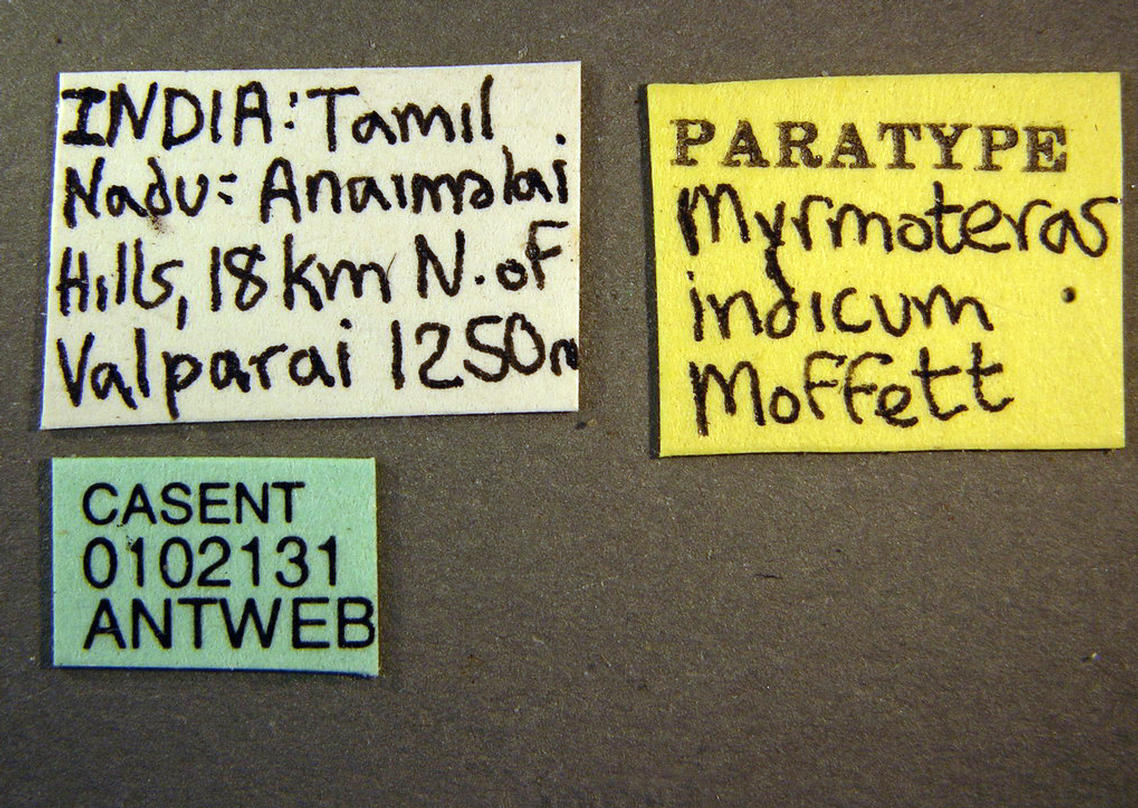
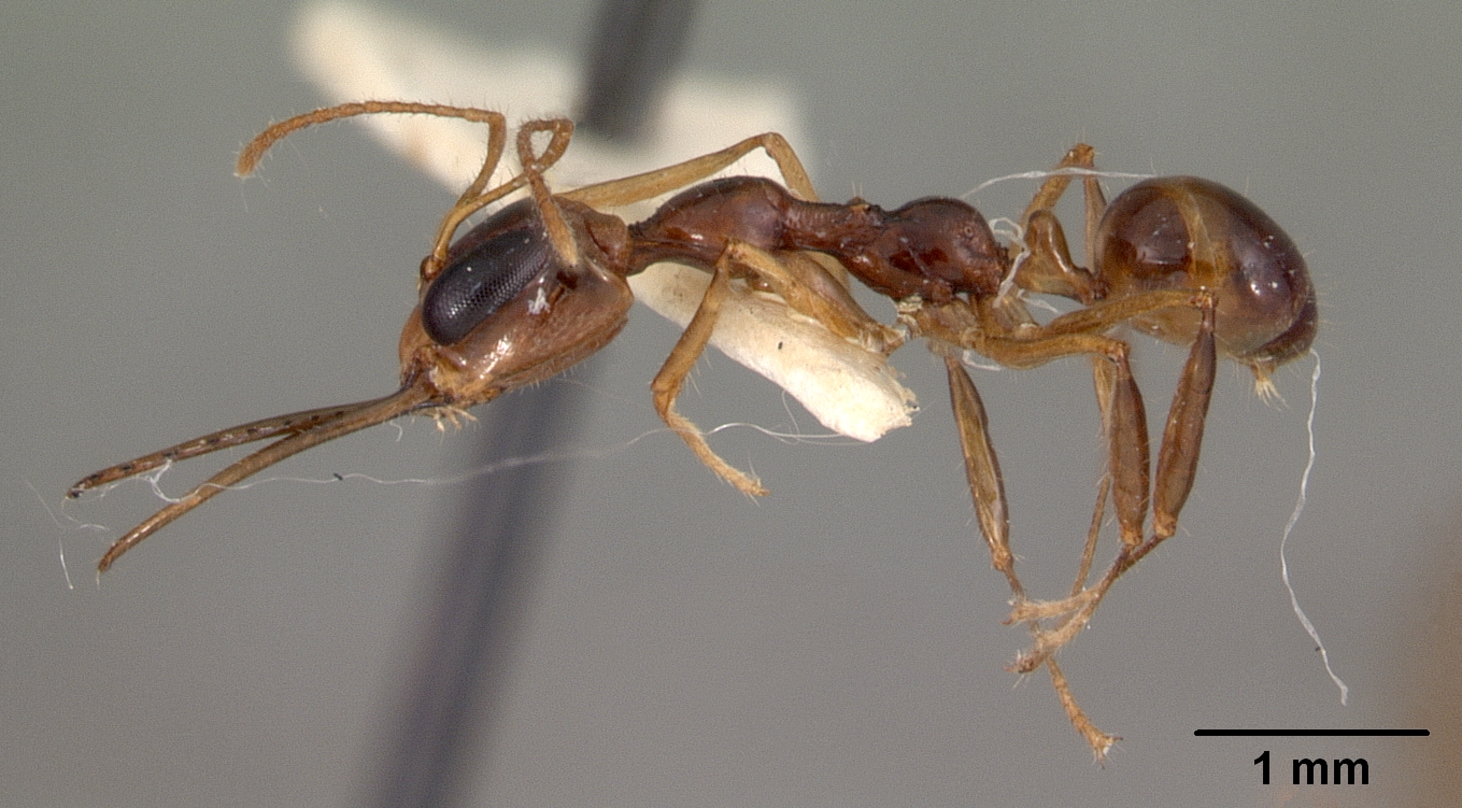
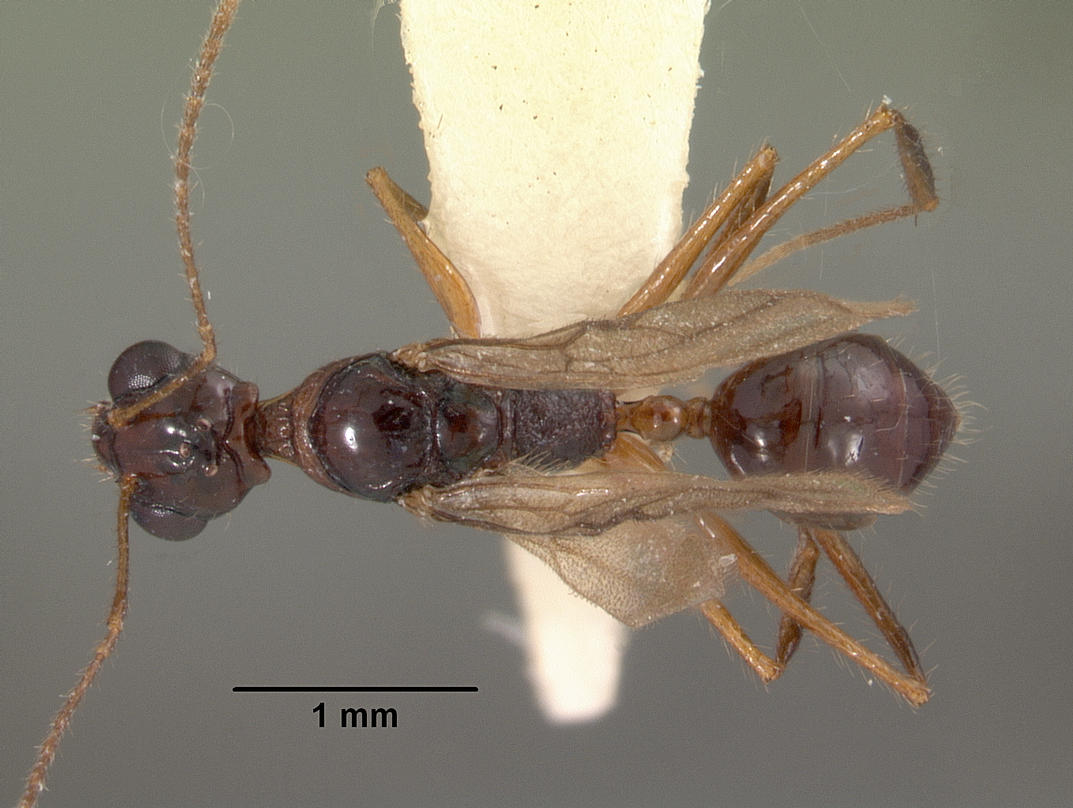
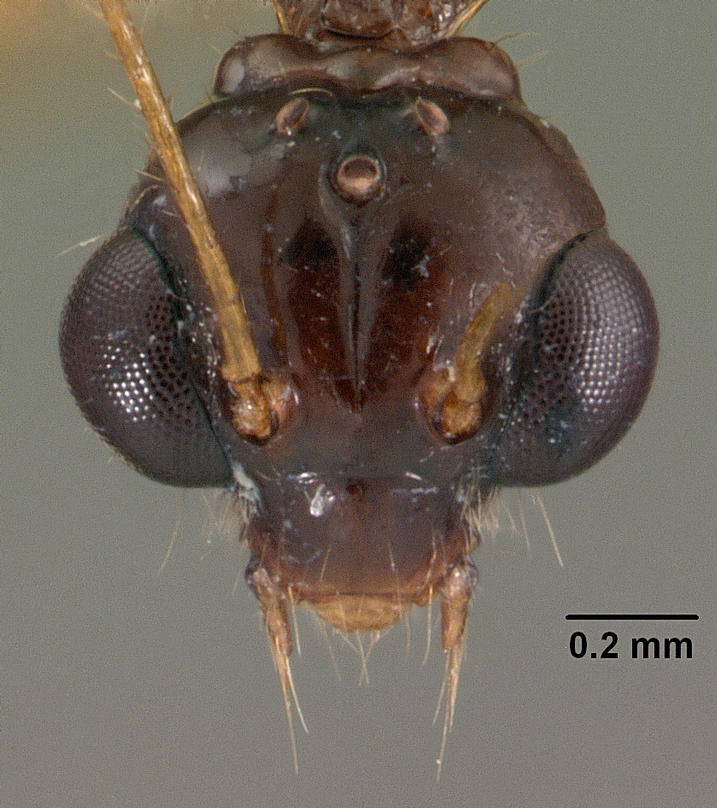